# Даніель Торібіо
Даніель Торібіо (ісп. Daniel Toribio, нар. 5 жовтня 1988, Жирона) — іспанський футболіст, півзахисник андорського клубу «Санта-Колома».
Виступав також за клуб «Вільярреал».

## Ігрова кар'єра
Народився 5 жовтня 1988 року в місті Жирона. Вихованець футбольної школи клубу «Барселона».
У дорослому футболі дебютував 2007 року виступами за команду «Барселона Б», у якій провів один сезон, взявши участь у 19 матчах чемпіонату. 
Згодом з 2008 по 2012 рік грав у складі команд «Тарраса», «Малага Б», «Малага», «Понферрадіна» та «Вільярреал Б».
Своєю грою за останню команду привернув увагу представників тренерського штабу клубу «Вільярреал», до складу якого приєднався 2012 року. Відіграв за вільярреальський клуб наступний сезон своєї ігрової кар'єри.
Протягом 2013—2022 років захищав кольори клубів «Реал Мурсія», «Алавес», «Алькоркон», «Расінг», «Екстремадура» та «Льєйда».
До складу клубу «Санта-Колома» приєднався 2022 року. Станом на 4 липня 2025 року відіграв за команду із селища Санта-Колома 69 матчів у національному чемпіонаті.